# Kootenia
Kootenia foi um gênero de trilobitas que viveu no período Cambriano. Grande parte de seus fósseis foram encontrados no Sul da Austrália.
Os fósseis apresentam a típica forma dos trilobitas, com o corpo dividido em três partes, eram provavelmente carnívoros e bentônicos. 